# ابرها (نمایشنامه)
ابرها (به یونانی Νεφέλαι / Nephelai) یک کمدی نوشتهٔ نمایشنامه‌نویس مشهور آریستوفان است که به هجو مُدهای روشن‌فکری در آتن کلاسیک می‌پردازد. این نمایشنامه توسط رضا شیرمرز، به فارسی ترجمه شده است.

ابرها هجویه ای علیه سقراط است و نوخواهی سقراط را به سخره می‌گیرد. که در آن استرپسیادس به دلیل ولخرجی‌های پسر اسب سوارش، فیدیپیدس به شدت مقروض است و برای یافتن راه حل، خواب را بر خود حرام کرده بالاخره تصمیم می‌گیرد از علم سوفیست‌ها برای دست به سر کردن طلبکاران و نیل به خوشبختی استفاده کند. از فیدیپیدس می‌خواهد تا این هنر مفید را بیاموزد، ولی او نمی‌پذیرد و در نتیجه خود استرپسیادوس، تصمیم به مطالعه می‌گیرد و به تفکرجاه سقراط می‌رود.

## اشخاص نمایش
استرپسیادس Sterpsiades

فیدیپیدس Phidippides

مستخدم استرپسیادس

سقراط Socrates

شاگردان سقراط

حق

ناحق

پاسیاس(طلبکار) Pasias

آمینیاس(طلبکار) Amynias

گروه همسرایان ابرها

پدیدآورنده: